# Sienna Green
Sienna Rose Green (North Sydney, 1 de noviembre de 2004) es una deportista australiana que compite en waterpolo, jugando en la posición de defensa central. Compitió por Australia en los Juegos Olímpicos de París 2024 en el torneo femenino de waterpolo y ganó una medalla de plata.

## Primeros años y vida personal
Nació en North Sydney, Australia, y es judía. Es hija de los exjugadores de waterpolo Tessa y Antony Green; su padre representó a Australia en los Juegos Macabeos de 1989 (ganando una medalla de bronce) y en los Juegos Macabeos de 1993 en Israel. Tiene una hermana mayor, Allie, y un hermano mayor, Zac (que jugó para el equipo australiano de waterpolo masculino sub-18 y juega waterpolo como defensor para la UC Santa Bárbara). Comenzó a jugar waterpolo a los nueve años porque lo veía como una combinación de sus dos deportes favoritos, la natación y el baloncesto.
Asistió a la escuela secundaria en SCEGGS Darlinghurst en Sídney y vive en Mosman, Australia. Green mide 1,93 m (6 pies 4 pulgadas) de alto y es la persona más alta de su familia.

## Carrera en waterpolo
La entrenadora de Green es la exatleta olímpica australiana Rebecca Rippon.
Green jugó para el Club de Waterpolo de la Universidad de Sídney (los Lions). Con ellos, ganó la competición nacional australiana sub-18 en 2020 y un título de la Liga de Australia de waterpolo (Copa KAP7) en 2021.
Jugó en 2023 como defensa central de la Universidad de California en Los Ángeles, anotando 39 goles en los 29 partidos del equipo. El equipo llegó a las semifinales de la National Collegiate Athletic Association (NCAA), donde perdió ante la Universidad Stanford, que ganó el campeonato nacional. Fue nombrada All-American (Mención de honor 2023) de la Asociación de Entrenadores de Waterpolo Universitario (ACWPC), All-Newcomer Team (2023) de la Federación de Deportes de Montaña del Pacífico (MPSF) y All-Academic (Sobresaliente 2023) de la ACWPC.
Fue capitana del equipo nacional femenino sub-18 de Australia. Fue capitana y máxima goleadora del equipo australiano en el Campeonato Mundial de Waterpolo Juvenil Femenino FINA 2022 en Belgrado, Serbia.
En 2022, obtuvo su primera participación con las Stingers, la selección femenina de waterpolo de Australia, en la Copa Intercontinental de la Liga Mundial de Waterpolo 2022 contra Canadá; las Stingers ganaron la medalla de oro en el torneo.
En septiembre de 2023 jugó para el equipo australiano femenino sub-20 en el Campeonato Mundial de Waterpolo Femenino Sub-20 de 2023 en Portugal.
A los 19 años, se convirtió en la miembro más joven del equipo de las Stingers para el campeonato mundial de 2024, y la miembro más joven de los Stingers en la historia. Juega para el equipo como jugadora utilitaria. Compitió en los siete juegos del Campeonato Mundial de Natación de 2024, en Doha, Catar, en el que el equipo quedó en sexto lugar.

### Juegos Olímpicos de París 2024
Compitió por Australia en los Juegos Olímpicos de París 2024 en el torneo femenino de waterpolo en el Centro Acuático de París y la Paris La Défense Arena, y ganó una medalla de plata con Australia. Fue la mujer australiana más joven en competir en waterpolo en los Juegos Olímpicos y marcó tres goles en siete partidos, seis de los cuales ganó Australia.